# Błogoszów
Błogoszów – wieś w Polsce położona w województwie świętokrzyskim, w powiecie jędrzejowskim, w gminie Oksa.
| SIMC    | Nazwa        | Rodzaj    |
| ------- | ------------ | --------- |
| 0256395 | Ku Ogarce    | część wsi |
| 0256403 | Ku Zakrzowiu | część wsi |
| 0256410 | W Lesie      | część wsi |

W latach 1975–1998 miejscowość administracyjnie należała do województwa kieleckiego.
Przez miejscowość przebiega droga wojewódzka nr 742.